# Häxornas Sjö
Häxornas Sjö (Documenting the Witch Path) är en prisbelönt dokumentärfilm med skräckinslag från 2016 skapad av Carl Sundström med Robin Eriksson Franzén, Carl Sundström och Nathaniel Pellikka Erlandsson i rollerna.

## Handling
Häxornas Sjö är en dokumentärfilm som är stöpt i samma form som en skräckfilm från skräckens guldålder under 1970-talet. De tre dokumentärfilmarna Carl Sundström, Robin Eriksson Franzén och Nathaniel P. Erlandsson får uppgifter om en till synes bortglömd plats där det på 1600-talet har dränkts kvinnor anklagade för häxeri. De bestämmer sig för att undersöka platsen närmare och vad de finner där ute överraskar dem såväl som det överraskar publiken.

## Utmärkelser
| Utmärkelse                     | Festival                                  | Year |
| ------------------------------ | ----------------------------------------- | ---- |
| Bästa dokumentärfilm           | Bloody Horror International Film Festival | 2017 |
| Bästa långfilmsdokumentär      | Independent Horror Movie Awards           | 2018 |
| Bästa dokumentärfilm           | VideoScream Film Festival                 | 2018 |
| Bästa film från Västernorrland | High Coast International Film Festival    | 2018 |
| Bästa dokumentärfilm           | Ravenheart International Film Festival    | 2019 |